# OTOME CRISIS
《OTOME CRISIS》（オトメクライシス）為戲畫於2008年3月28日發售的遊戲，遊戲引擎繼承DUEL SAVIOR／Xross Scramble的橫向2D卷軸式戰鬥，屬於十八禁戀愛冒險及動作遊戲。

## 故事
在不同次元間游移，到處把可愛女孩子變成收集品的跨次元誘拐犯。以及追著她的次元搜查官，星咲緋色的故事。
在經過一連串追捕後，緋色終於把逼到絕路，但是趁著緋色一時不注意的時候，再次嘗試次元轉移，並且消失在空間的裂縫中，緋色為了逮捕對方，並且拯救被誘拐的女孩們，也跳進了那個裂縫。而那個裂縫通往的是，DUEL SAVIOR系列中出現過的「根源世界·AVATAR」……

## 登場人物
Laurier Espelette Marjoram
出生在世代皆為魔法師的家族中。喜歡可愛的女孩子。擅長使用空間操作的魔法，因此包括改變物體的大小，或者在不同次元間移動等事情都在其能力所及的範圍內。如果發現了喜歡的女孩子，會用魔法把她們變成小人偶之後予以收集，因為這屬於誘拐行為且屢次再犯，目前被次元警察通緝中。
星咲緋色（配音：一色光）
小時候憧憬著英雄故事的緋色在長大後加入了PDF（Plural-Dimensional Force，多次元警察）。在初次對上Laurier的時候就失利。為了洗刷恥辱，持續的對Laurier的行蹤進行偵查，進行戰鬥時會穿上特殊的裝甲，抱持著正義的信念與敵人戰鬥。
Sigurds（配音：夏野向日葵）
由Laurier所賦予生命的兔子玩偶，以朋友的身份跟她一起生活著。
Ian Hardman課長（配音：中里圭太）
緋色的直屬上司。體型非常小，平常都是坐在壺中行動。非常好色。

## 工作人員
由TEAM BALDRHEAD負責製作，此遊戲有兩名原畫師，分別是菊池政治及，各自負責一名原創角色設計。於同年9月18日至20日舉行的第46屆Amusement Machine Show（アミューズメントマシンショー）中以街機的形式把動作遊戲的部分參考展出，該版本的可選角色為星咲緋色和淺倉奈緒子。
- 原畫：菊池政治、
- 劇本：穗波太郎、大月佑佑
- 影片：モイヴ神月
- 企畫、製作：戲畫

## 主題曲
片頭曲「CRISIS BEAT」是由菊田大介擔任作曲和編曲，ayachi擔任作詞，Rita擔任主唱。

## 外部連結
- 戲畫（页面存档备份，存于）（日語）
- OTOME CRISIS（日語）